# Saint-Ouen-la-Thène
Saint-Ouen-la-Thène es una población y comuna francesa, situada en la región de Poitou-Charentes, departamento de Charente Marítimo, en el distrito de Saint-Jean-d'Angély y cantón de Matha.

## Demografía
| 187 | 180 | 160 | 153 | 147 | 145 |
| Para los censos de 1962 a 1999 la población legal corresponde a la población sin duplicidades (Fuente: INSEE [Consultar]) |     |     |     |     |     |